# Рундальцов, Михаил Викторович
Михаил Викторович Рундальцов (Рундальцев) (7 ноября 1871, Санкт-Петербург — 2 ноября 1935, Париж) — русский живописец, гравёр, литограф, портретист. Академик Императорской Академии художеств (1905), один из крупнейших мастеров оригинальной и репродукционной гравюры своего времени.

## Биография
Родился в семье талантливого самоучки-гравёра по металлу, который делал в основном рельефные печати эротического содержания по заказу великих князей. Михаил учился гравированию у отца. Помимо него, в семье было трое детей: брат Виктор и две сестры — Надежда и Елена. Эта большая семья жила в квартире на первом этаже здания общежития академии Штиглица. Почти каждую субботу у Рундальцевых бывали музыкальные вечера, на которые приглашалась молодежь.
В 1887—1892 годы являлся вольнослушателем  Центрального училища технического рисования барона А. Л. Штиглица, где занимался в классе ксилографии и офорта у Василия Матэ. Михаил увлекался деревянной гравюрой и офорто»м и делал большие успехи, даже получил ряд студенческих премий (одна из них — первая премия конкурса гравюры в Обществе поощрения художеств (1892) за «Даму в шляпе с пером» В. Боброва). Однаклассником Рундальцева был гравёр Иван Павлов.
После окончания учёбы уехал работать гравером и художником Сибирь к сибирскому книгоиздателю Петру Макушину.
В 1894 году продолжил обучение в гравировальной мастерской Высшего художественного училища при Императорской Академии художеств. 
Участвовал в Весенних выставках в залах ИАХ и выставках Товарищества художников, входил в «Мюссаровские понедельники», был членом-учредителем Русского художественно-промышленного общества.
В 1895 году работы Рундальцева экспонировались на Всероссийской выставке печатного дела в Соляном городке. 
С 1895 года недолгое время работал как художник-гравёр Экспедиции заготовления государственных бумаг в Санкт-Петербурге, однако успел выполнить только один портрет — композитора А. Рубинштейна.
После ухода из Экспедиции предпочитал работать по частным заказам, главным образом выполняя выгодные «портреты. Делал гравюры для журналов «Живописное обозрение», «Всемирная литература» и «Нива», сотрудничал с ювелирной фирмой Фаберже, работал по заказам издательства А. Ф. Фельтена.
Исполнил гравированные портреты деятелей науки и культуры, в том числе А. С. Пушкина (с оригиналов О. А. Кипренского и В. А. Тропинина; 1890-е), А. Г. Рубинштейна (с оригинала И. Е. Репина; 1895), Л. Н. Толстого (1890-е), О. А. Кипренского (с автопортрета, хранящегося в музее Уффици во Флоренции; 1903), Г. И. Семирадского (1904), И. С. Тургенева (1905), Д. И. Менделеева (1907), М. А. Зичи (1910), С. А. Траилина (1916). Графический портрет коллекционера Платона Вакселя .
Создал серию офортов — портретов Николая II и членов императорской семьи. Самый известный — это погрудный портрет наследника цесаревича Алексея, выполненный в смешанной технике офорта с акварелью в 1917 году и хранящийся в Эрмитаже. Был представлен ко Двору и получил от государя бриллиантовый перстень. 
Исполнял гравированные копии с картин Эрмитажа и Русского музея, рисовал для почтовых открыток (серии «Виды С.-Петербурга», «Портреты российских императоров» и др.), занимался экслибрисом (известны книжные знаки библиофила М. Е. Синицына и коллекционера Эрнеста Юргенсона).
В 1902 и 1906 в качестве пенсионера командирован Императорской Академией художеств в Париж для совершенствования в технике офорта.
Эпизодически обращался к живописи — писал пейзажи, цветы и портреты. Так, известны незаконченный портрет артистки балета Императорского Мариинского театра Лидии Муромской (Чупятовой) в кокошнике его авторства (масло на рартоне, на ранее 1914), «Портрет мужчины с трубкой» (1919), «Илонка», портрет Марии Александровны Вилинской. Предположительно Рундальцов является автором портрета  балерины Елены Люком. Пейзажи: «Река Ургала. Урал» (конец XIX века), «В Малороссии» (1916), «Подъезд к Булонскому лесу» (1930), натюрморт «Натюрморт с розой» (1918).
В 1905 по представлению В. В. Матэ был избран академиком гравирования Императорской Академии художеств. Имел чин надворного советника.
В 1909 году за выставленные в парижском Салоне графические работы получил французский «Орден Академических пальм» (l'Ordre des Palmes académiques).
В феврале 1915 года Рундальцов совместно с присяжным поверенным А. Р. Манасевичем и коллежским асессором А. В. Ганзен создал Общество для защиты художественной собственности, которая была зарегистрирована и внесена в реестр обществ Петрограда за № 8924. В качестве целей Общества, согласно уставу, указывались: «изучение вопросов, связанных с авторским правом на художественные и художественно-промышленные произведения», а также мероприятия, необходимые для защиты авторских прав художников (издание трудов по теории и практике авторского права, ходатайство перед соответствующими учреждениями, сообщение заключений, всесторонняя юридическая помощь своим членам, «не принимая на себя, однако, хождения по делам»). После революции 1917 года деятельность общества была прекращена, практически так и не начавшись. Интересно, что именно Рундальцовым был сделан в 1916 году гравированный портрет С. А. Траилина, председателя правления Общества русских композиторов. Эта организация, так же как и учрежденное художником Общество для защиты художественной собственности, занималось защитой авторских прав своих членов.
В 1917 исполнил гравировальный портрет А. Ф. Керенского, в 1919 — В. И. Ленина с портретом-ремаркой К. Маркса (по фотографии М. С. Наппельбаума; офорт предназначался для тиражирования) и других членов первого состава советского правительства. Занимался праздничным оформлением улиц Петрограда к первой годовщине Октября. Участвовал в 1-й Государственной свободной выставке произведений искусств (1919).
В 1920 выехал в Таллин, участвовал в выставках местного художественного общества «АРС» (1920, 1921 и 1922).
В 1920 году выехал в Париж. 
С 1923 года жил в США, в Майами-Бич. Вступил в местную Художественную лигу. Исполнял портреты по государственным заказам (в частности, портрет президента США У. Гардинга) и портреты американской аристократии. Был профессором гравюры в Институте объединенных искусств, основанном в Нью-Йорке Н. К. Рерихом. Провел в Нью-Йорке персональную выставку (1930; живопись и графика).
В 1930 году снова переехал в Париж. Участвовал в Выставке русского искусства в галерее La Renaissance (1932), где представил 6 работ, выставке картин художников Монмартра и Монпарнасса в галерее «34» на Елисейских Полях (1933). Создал портрет Великого князя Николая Николаевича по заказу Лейб-казачьего объединения (1933) и серию «ню» (гравюры). Был членом секции художников Союза деятелей русского искусства во Франции (с 1933) и последним председателем Общества русских художников им. И. С. Тургенева.
Скончался 2 ноября 1935 года в Париже. Заупокойная литургия и отпевание состоялись 8 ноября в церкви Введения во Храм Пресвятой Богородицы на бульваре Монпарнас, 10. Русская эмигрантская газета «Возраждение», опубликовавшее заметку о кончине Рундальского, просила друзей и знакомых помочь семье покойного финансово, поскольку у художника не осталось никаких средств.
Похоронен в склепе Общества русских художников им. Тургенева на кладбище Пер-Лашез.
В 1936 году на аукционе Drouot в Париже состоялась посмертная выставка-продажа его работ. Работы М. В. Рундальцова находятся в собраниях многих музеев России.